# Paul Mahlberg
Paul Mahlberg (* 4. Oktober 1889 in Düsseldorf; † 26. April 1970 in Essen) war ein deutscher Architekt, Kunsthistoriker und Designer. Er beschäftigte sich unter anderem mit Plakatgestaltung.

## Leben
Paul Mahlberg war ein Sohn des Ehepaars Johannes und Anna Mahlberg. Nicht sicher ist, ob er mit jenem Paul Mahlberg identisch ist, der im Juni 1911 in Karl Kraus’ Fackel ein dreistrophiges Gedicht unter dem Titel Nächtliche Stadt in der Nähe publiziert hat. Der Gedanke liegt aber nahe, da dort auch ein Beitrag von Paul Mahlbergs späterem Schwager Alexander Solomonica zu finden ist.
1913 kamen seine Beiträge zur Kunst des 19. Jahrhunderts und unserer Zeit anlässlich der Eröffnung der Galerie Alfred Flechtheims in Düsseldorf heraus. Im selben Jahr publizierte er seinen Aufsatz Vom Plakat als Erzieher des Kunstsinns. Im Oktober 1913 heiratete er in Hampstead die fünf Jahre ältere Bronislava Solomonica.
Mahlberg war im Jahr 1914 Mitglied der Jury für die Kölner Werkbundausstellung. 1916 wurde seine Dissertation über Schinkels Theaterdekorationen veröffentlicht. Im selben Jahr kam auch seine Schrift Düsseldorfs Geltung als Kunststadt heraus.
Möglicherweise arbeitete er von 1922 bis 1925 im Büro „Kosina und Mahlberg“. Heinrich Kosina und Paul Mahlberg planten jedenfalls die ersten Gebäude des Flughafens Tempelhof, die in den Jahren 1924 bis 1927 erbaut wurden. Der alte Flughafen Tempelhof wurde im Zweiten Weltkrieg zerstört, doch lassen sich seine Strukturen zum Teil doch noch erkennen bzw. rekonstruieren.
Paul Mahlberg entwarf 1925 mit Heinrich Kosina und Ludwig Mies van der Rohe einen Verkehrsturm für die Friedrich–Ecke Leipziger Straße, der nicht realisiert wurde.
1925 stellte Mahlberg in der Deutschen Gesellschaft sein neues Verkehrsprojekt für den Potsdamer Platz vor, das von dem Gedanken ausging, den Platz in Straßenhöhe für den Kraftfahrzeug- und Straßenbahnverkehr vorzuhalten und den Fußgängerverkehr über brückenartige Bauten zu führen. Bei der als Überdachung bezeichneten Fußgängerüberführung sollten sogar Rolltreppen zum Einsatz kommen. Da die Aufgänge wie Spinnenarme aussahen, prägte der Berliner Volksmung sogleich den Spitznamen „Die Spinne“.
Mahlberg beschäftigte sich schon in der Zwischenkriegszeit mit der Konzeption von Ausstellungsräumen. Für die Fried. Krupp AG entwarf er etwa zur Präsentation und zum Verkauf von Nirosta-Produkten Ausstellungsräume in Düsseldorf.

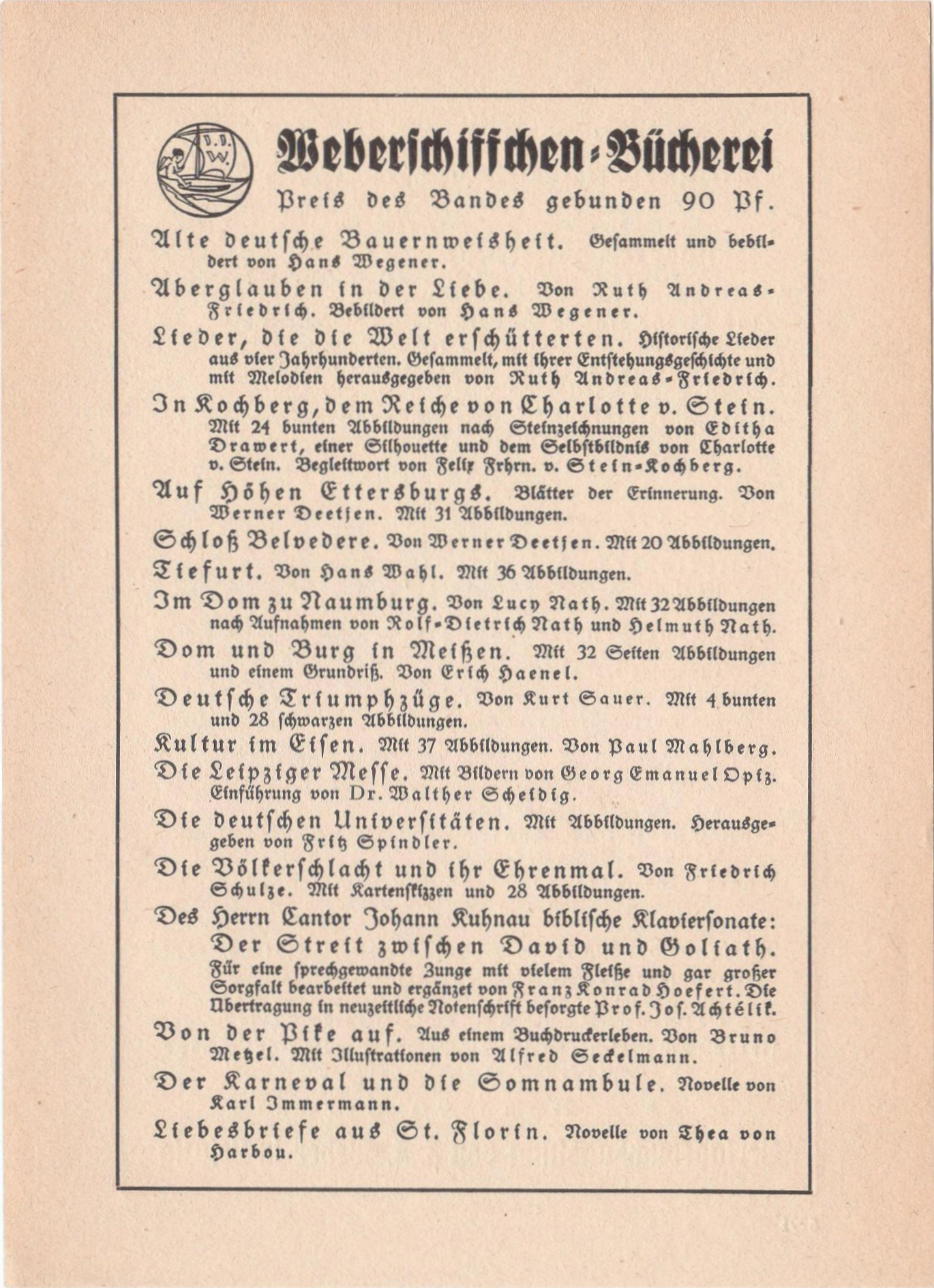
Verlagswerbung für die Weberschiffchen-Bücherei

1938 kam Mahlbergs Buch Kultur im Eisen in Leipzig als Band 30 der Weberschiffchen-Bücherei heraus.
In der Zeit nach dem Zweiten Weltkrieg arbeitete Mahlberg für die Beratungsstelle für Stahlverwendung und organisierte in dieser Eigenschaft auch eine Ausstellung mit dem Titel Schönheit in Stahl.
Er wurde 1955 Leiter der Sammlung Industrieform in der Villa Hügel in Essen. Aus der Ständigen Schau formschöner Industrieerzeugnisse entwickelte sich später das Red Dot Design Museum. Die Ausstellungsräume in der Villa Hügel hatte Mahlberg gestaltet; 1961 zog die Designschau in die Alte Synagoge um, wo sie bis zu einem Brand im Jahr 1979 blieb. Ab 1980 war sie im Amerikahaus untergebracht, 1988 in der ehemaligen Stadtbibliothek und 1997 im Kesselhaus der Zeche Zollverein.
Eduard Trier konstatierte in einem Zeit-Artikel von 1957, die Ausstellungen in dieser Villa erfreuten sich „heftiger Kontroversen“ und Mahlbergs gewagte Kunstinszenierungen sowie seine Interpretationen alter Kunst durch moderne Technik machten häufig heftig von sich reden.

## Familie
Mahlbergs Ehefrau nannte sich Blanche, hieß aber eigentlich Bronislava Rachela, geb. Solomonica, und war offenbar eine Schwester des Schriftstellers Alexander Solomonica.
Maria Alexandra Mahlberg ist beruflich in die Fußstapfen ihres Vaters getreten und Architektin geworden. Sie übernahm für Egon Eiermann die Bauleitung bei der Errichtung der Feuerlöschgerätefabrik in Apolda. Als Lebensgefährtin von Klaus Tippel ging sie mit diesem nach Posen; ein Bruder Tippels verschaffte dem Paar Aufträge. Unter anderem bauten Maria Mahlberg und Klaus Tippel ein Haus für den stellvertretenden Gauleiter. Dem Reichsamt für Sippenforschung entging offenbar, dass sie eine jüdische Mutter hatte. Nachdem sie sechsmal durch das Amt vermessen worden war, erhielt sie 1941 eine Heiratsgenehmigung. Ihr Mann wurde im Oktober 1945 Oberbaudirektor in Bremen, er löste Wilhelm Wortmann ab. Das Paar hatte drei Töchter, u. a. die Zeichnerin Andrea Tippel.
Der Name Stella Mahlberg taucht in der Liste der Mitglieder der Widerstandsgruppe Schulze-Boysen / Harnack auf; die Schauspielerin Stella Mahlberg vom Deutschen Theater war mit Schulze-Boysen zeitweise offenbar eng befreundet. Sie gehört zu den wenigen Mitgliedern der Gruppe, die in der Zeit des Nationalsozialismus zwar verhaftet, aber dann wieder auf freien Fuß gesetzt wurden. Für die Schauspielerin Stella Mahlberg ist noch 1943 ein Wohnsitz in der Wilhelmstraße 43c Lichterfelde belegt, wo auch Paul Mahlberg seinen Wohnsitz hatte, so dass der Schluss mehr als nahe liegt, dass es sich bei der Schauspielerin um Mahlbergs Tochter handelte. Weshalb diese allerdings als Halbjüdin in dieser Zeit noch am Deutschen Theater arbeiten konnte, ist unklar, und wann genau sie in Kontakt zu Schulze-Boysen kam, ist nicht bekannt. Für die Nachkriegszeit sind Auftritte einer Schauspielerin namens Stella Mahlberg in Stuttgart belegt.
Ein handschriftlicher Nachtrag in einem Dossier der CIA scheint Paul Mahlberg mit dem Vater jener Stella Mahlberg gleichzusetzen, die nach dem Zweiten Weltkrieg angeblich in eine Spionageaffäre in Stuttgart verwickelt war und entweder Selbstmord beging oder ermordet wurde. Der mit der Untersuchung des Falls Stella Mahlberg Beauftragte wollte gerüchteweise gehört haben, dass auch Stella Mahlbergs Mutter sich umgebracht habe, wohingegen der Vater, Paul Mahlberg, damals nach wie vor Herausgeber einer kommunistischen Zeitung in Stuttgart gewesen sei, was nicht unbedingt zum Architekten und Kunsthistoriker Mahlberg zu passen scheint. Andererseits erschien kurz nach dem Zweiten Weltkrieg Paul Mahlbergs Buch Wie sahen sie aus? So sahen sie aus! mit Illustrationen von Kurt Weinhold bei Gerd Hatje in Stuttgart.
Das Schicksal der jüdischen Blanche Mahlberg, die in den 1920er Jahren als Übersetzerin eines Werks von H. G. Wells hervortrat, ist anscheinend nicht gut dokumentiert. Ein Visum für einen Besuch in Brasilien aus dem Jahr 1954 für Paul Mahlberg weist diesen als Witwer ohne minderjährige Kinder aus.
Zusammen mit ihrem Mann und mit Bruno Taut erhielt Blanche Mahlberg in den frühen 1920er Jahren das deutsche und österreichische Patent für den Glasbaukasten Dandanah, der aber damals nicht in Serienproduktion ging.